# جنوب، آنتورپ
زاود، Zuid به معنی جنوب آنتورپ در حال حاضر منطقه اعیانی شهر آنتورپ است. این محله در اواسط ۱۹۸۰ مجدداً بازسازی شد. از لحاظ زیبایی‌شناسی، جنوب آنتورپ دارای نقشه شهری و خیابانی بسیار جذاب است. این منطقه چندین ساختمان هنر نو را در خود جای داده‌است. مدرسه رودولف اشتاینر، سه موزه، گالری‌های هنری متعدد تجاری، کافه‌ها و رستوران‌های شیک، دو مرکز هنری و تعداد متعددی از فروشگاه‌های شیک به جاذبه‌های منطقه می‌افزایند.

## تاریخ

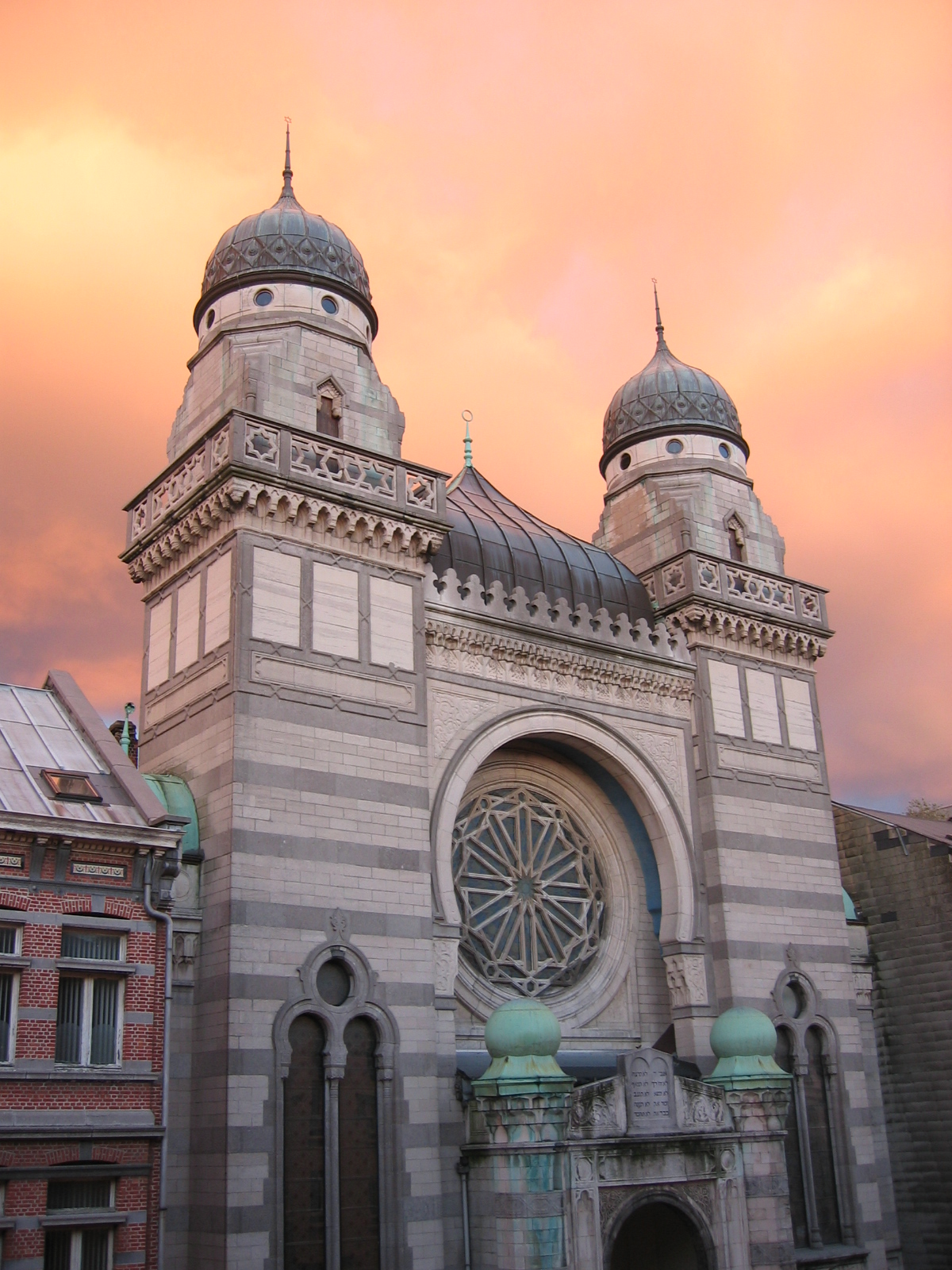
یک کنیسه هلندی در خیابانی در عصر زمستان

پیدایش آنتورپ زوید (آنتورپ جنوبی) با تخریب ارگ آنتورپ، که در محله ای با نام Zuidkasteel معروف است، که در اصل توسط اسپانیایی‌ها ساخته شده بود، آغاز شد. هدف این طرح ایجاد یک محله ممتاز و متمایز در شهر بود. کار تخریب این ارگ در سال ۱۸۷۴ آغاز شد. ایده اصلی این طرح را به گفته عده ای، بارون اوسمان رقم زده‌است و به همین دلیل این محله با نام مستعار پاریس کوچک نیز شناخته می‌شود.
توسعه این محله روند کندی داشت و تا ۲۵ سال بعد از تخریب ارگ به طول انجامید. به طوری که بازسازی و از نو سازی بسیاری از ساختمان‌ها تا اواخر قرن ۱۹ میلادی به طول انجامید. بعضی از مهمترین رویدادهای این منطقه عبارتند از:
- دو نمایشگاه جهانی که به ترتیب در سالهای ۱۸۸۵ و ۱۸۹۴ برگزار شد
- تکمیل موزه هنرهای زیبا سلطنتی در سال ۱۸۹۰؛
- اتمام کنیسه «هلندی» در Bouwmeestersstraat در ۱۸۹۳
- افتتاح کارخانه بیسکویت Parein در سال ۱۸۹۴؛
- اتمام کلیسای سنت میشل (Amerikalei) در سال ۱۸۹۷؛
- تکمیل ساختمانهای کالج بازرگانی ایالتی

نوار کوچک پتی پاریس، طراحی خیابانی جذاب و آثار تاریخی و جاذبه‌های فرهنگی آن، "het Zuid" یا "Le Midi" را به مکانی شیک و اعیانی برای زندگی تا جنگ جهانی دوم تبدیل کرده بود. در طول جنگ، این منطقه دچار خسارات قابل توجهی گردید. اولین بمبی که به آنتورپ برخورد کرد، در گوشه ای از تقاطع خیابان‌های Schildersstraat و Leopold De Waelplaats در همین محله فرود آمد.
پس از اتمام جنگ، این منطقه برای یک دوره به نسبت طولانی با رکود مواجه شد. از جمله دلایل احتمالی آن می‌توان به سقوط اسکله‌های جنوبی و بسته شدن ایستگاه جنوبی اشاره کرد.
اما در نهایت، کیفیت مطلوب زندگی، سبک خیابانی شهر و رونق سهام املاک، مجددآ زندگی را به این منطقه از شهر بازگرداند.

## موزه‌ها
- موزه سلطنتی هنرهای زیبای آنتورپ

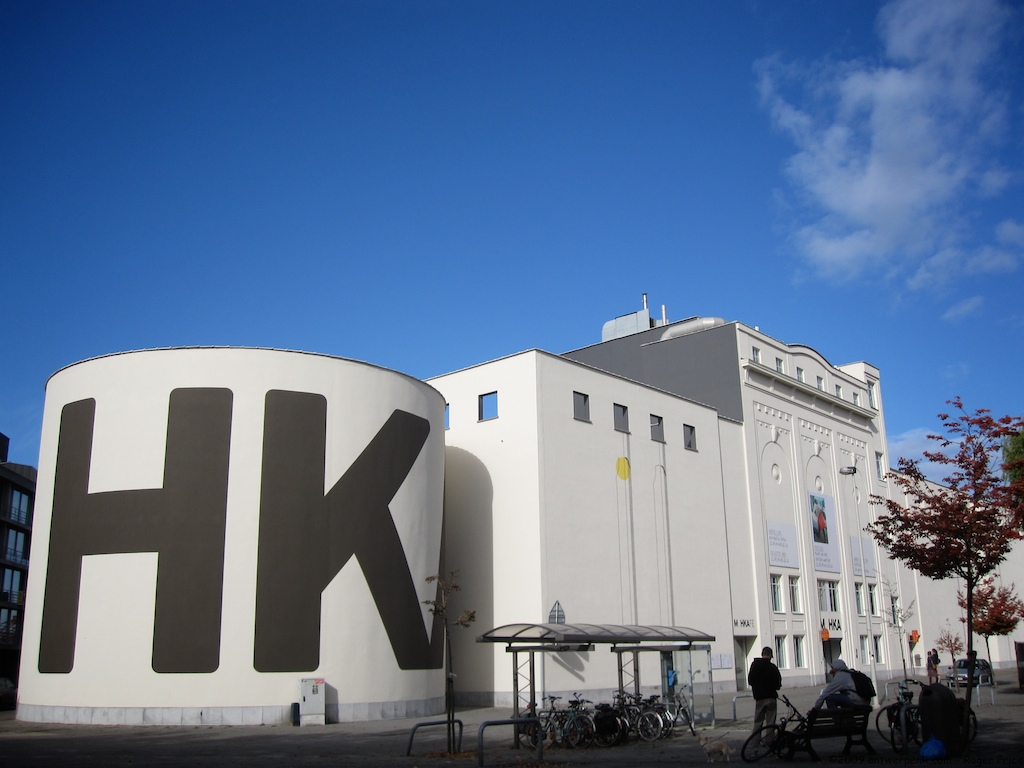
موزه هنرهای مدرن ، آنتورپ.

بنا و قدمت این ساختمان به سال ۱۸۹۰ بر می گرد و به‌طور خاص برای استقرار مجموعه های هنری رو به رشد شهر ساخته شده‌است. این مجموعه بسیاری از شاهکارهای هنری هلندی و بلژیکی قرن پانزدهم از جمله آثار یان ون ایک، روژیر ون در ویدن، رامبراند و روبنس انسور، مگریت و دلواس را در خود جای داده‌است.
- موزه هنرهای معاصر آنتورپ

این موزهٔ هنرهای معاصر شهر است و یکی از بزرگترین موزه‌ها در نوع خود در بلژیک به‌شمار می‌آید. این موزه مجموعه دائمی هنرهای معاصر توسط هنرمندان بلژیکی و بین‌المللی، یک سینما و یک کتابخانه تخصصی را در خود جای داده‌است. میشل گراندسارد معمار این موزه، یک فروشگاه غلات قدیمی به موزه تبدیل کرد.
- موزه عکس آنتورپ

این موزه دارای مجموعه عکاسی تاریخی و معاصر است که هر ساله آثار جدیدی در آن به نمایش گذاشته می‌شود. در کنار مجموعه، نمایشگاه‌های عکاسی، نمایش فیلم و سخنرانی نیز در آن برگزار می‌شود. .